# Онтра (Аријеж)
Онтра (фр. Antras) насеље је и општина у јужној Француској у региону Миди Пирене, у департману Арјеж која припада префектури Сен Жирон.
По подацима из 2011. године у општини је живело 61 становника, а густина насељености је износила 3,05 становника/km². Општина се простире на површини од 20,02 km². Налази се на средњој надморској висини од 900 метара (максималној 2.268 m, а минималној 777 m).

## Демографија
| 1962. | 1968. | 1975. | 1982. | 1990. | 1999. | 2011. |
| ----- | ----- | ----- | ----- | ----- | ----- | ----- |
| 43    | 59    | 45    | 48    | 60    | 58    | 61    |

График промене броја становника у току последњих година